# Racconigi
Racconigi este o comună în Provincia Cuneo, Italia. În 2011 avea o populație de 10.033 de locuitori.

## Personalități marcante
- Francesco Imberti (1882 - 1967), episcop romano-catolic al diecezei de Aosta.

## Demografie
Racconigi - evoluția demografică

|  | Graficele sunt indisponibile din cauza unor probleme tehnice. Mai multe informații se găsesc la Phabricator și la wiki-ul MediaWiki. |

Date: Recensăminte sau birourile de statistică - grafică realizată de Wikipedia